# Larry Tate
Larry Tate es un personaje de ficción de la popular serie de televisión estadounidense de la década de 1960 Bewitched (Hechizada o Embrujada), interpretado por David White (1964-1972).
Larry es un ambicioso y maquiavélico hombre de negocios, dueño de McMann and Tate, una agencia de publicidad. Allí es el jefe de Darrin Stephens. Larry desconoce que la esposa de Darrin, Samantha, es una bruja.
- Datos: Q11141889